# Lago da Pedra
Lago da Pedra est une municipalité brésilienne située dans l'État du Maranhão.